# Saint-Martial-d'Albarède
Pour les articles homonymes, voir Saint-Martial.
Saint-Martial-d'Albarède est une commune française située dans le département de la Dordogne, en région Nouvelle-Aquitaine.

## Géographie

### Généralités
La commune de Saint-Martial-d'Albarède se situe dans le quart nord-est du département de la Dordogne. Aux franges orientales du Périgord, la commune s'inscrit dans le pays d'Excideuil qui correspond au bassin de la basse Loue. Cette région d'Excideuil appartient au Périgord jurassique qui n'occupe qu'une étendue restreinte entre les terrains cristallins et liasiques du nord-ouest et le Crétacé du sud-ouest. Sous le hameau de Prunier se trouve le ruisseau souterrain dit de Prunier. Ce réseau, bien distinct de celui de Sarconnat, vient cependant resurgir à proximité, au pied de la même ligne continue d'abrupts et de petits rochers. Il alimente deux fontaines, l'une de trop-plein et l'autre de débouché pérenne. À l'ouest de Liaurou, sur la rive gauche de la Loue, jaillit une fontaine qui  pourrait être une résurgence trop-plein d'un réseau souterrain.

### Communes limitrophes
Saint-Martial-d'Albarède est limitrophe de six autres communes. Au nord-est, son territoire est distant d'environ 600 mètres de celui de Saint-Médard-d'Excideuil et au sud-ouest, celui de Coulaures est éloigné de moins de 700 mètres.
| Saint-Germain-des-Prés    | Clermont-d'Excideuil     | Excideuil     |
| Saint-Pantaly-d'Excideuil | Saint-Martial-d'Albarède |               |
|                           | Tourtoirac               | Saint-Raphaël |

### Géologie et relief

#### Géologie
Situé sur la plaque nord du Bassin aquitain et bordé à son extrémité nord-est par une frange du Massif central, le département de la Dordogne présente une grande diversité géologique. Les terrains sont disposés en profondeur en strates régulières, témoins d'une sédimentation sur cette ancienne plate-forme marine. Le département peut ainsi être découpé sur le plan géologique en quatre gradins différenciés selon leur âge géologique. Saint-Martial-d'Albarède est située dans le deuxième gradin à partir du nord-est, un plateau formé de roches calcaires très dures du Jurassique que la mer a déposées par sédimentation chimique carbonatée, en bancs épais et massifs.
Elle est dans le causse de Cubjac, qui, avec le causse de Savignac et le causse de Thenon, forme un ensemble de collines karstifiées dans les calcaires liasiques et jurassiques à l'est de Périgueux jusqu'à Excideuil et Thenon, d'environ 30 km N-S et 15 km O-E, coupé par les vallées de l'Isle, de l'Auvézère et de la Loue.
Les couches affleurantes sur le territoire communal sont constituées de formations superficielles du Quaternaire et de roches sédimentaires datant pour certaines du Cénozoïque, et pour d'autres du Mésozoïque. La formation la plus ancienne, notée l4, date du Toarcien, composée d'argiles et marnes grises (formation de Tourtoirac), marnes dolomitiques pyriteuses au sommet, parfois calcaires marneux à la base. La formation la plus récente, notée CFp, fait partie des formations superficielles de type colluvions indifférenciées de versant, de vallon et plateaux issues d'alluvions, molasses, altérites. Le descriptif de ces couches est détaillé dans  la feuille « no 759 - Périgueux (est) » de la carte géologique au 1/50 000 de la France métropolitaine, et sa notice associée.

Carte géologique de Saint-Martial-d'Albarède.

#### Relief et paysages
Le département de la Dordogne se présente comme un vaste plateau incliné du nord-est (491 m, à la forêt de Vieillecour dans le Nontronnais, à Saint-Pierre-de-Frugie) au sud-ouest (2 m à Lamothe-Montravel). L'altitude du territoire communal varie quant à elle entre 132 mètres à l'extrême-ouest, là où la Loue quitte la commune et entre sur celle de Saint-Pantaly-d'Excideuil, et 286 mètres tout au sud, au sud du lieu-dit la Gondie.
Dans le cadre de la Convention européenne du paysage entrée en vigueur en France le 1er juillet 2006, renforcée par la loi du 8 août 2016 pour la reconquête de la biodiversité, de la nature et des paysages, un atlas des paysages de la Dordogne a été élaboré sous maîtrise d’ouvrage de l’État et publié en octobre 2020. Les paysages du département s'organisent en huit unités paysagères,. La commune fait partie du Périgord central, un paysage vallonné, aux horizons limités par de nombreux bois, plus ou moins denses, parsemés de prairies et de petits champs.
La superficie cadastrale de la commune publiée par l'Insee, qui sert de référence dans toutes les statistiques, est de 10,28 km2,,. La superficie géographique, issue de la BD Topo, composante du Référentiel à grande échelle produit par l'IGN, est quant à elle de 10,68 km2.

### Hydrographie

#### Réseau hydrographique
La commune est située dans le bassin de la Dordogne au sein du Bassin Adour-Garonne. Elle est drainée par la Loue et par divers petits cours d'eau, qui constituent un réseau hydrographique de 9 km de longueur totale,.
La Loue, d'une longueur totale de 50,87 km, prend sa source dans la Haute-Vienne dans la commune de Saint-Yrieix-la-Perche et se jette dans l'Isle en rive gauche à Coulaures,. Elle traverse la commune d'est en ouest sur trois kilomètres et demi dont 750 mètres servent de limite naturelle, face à Saint-Pantaly-d'Excideuil.

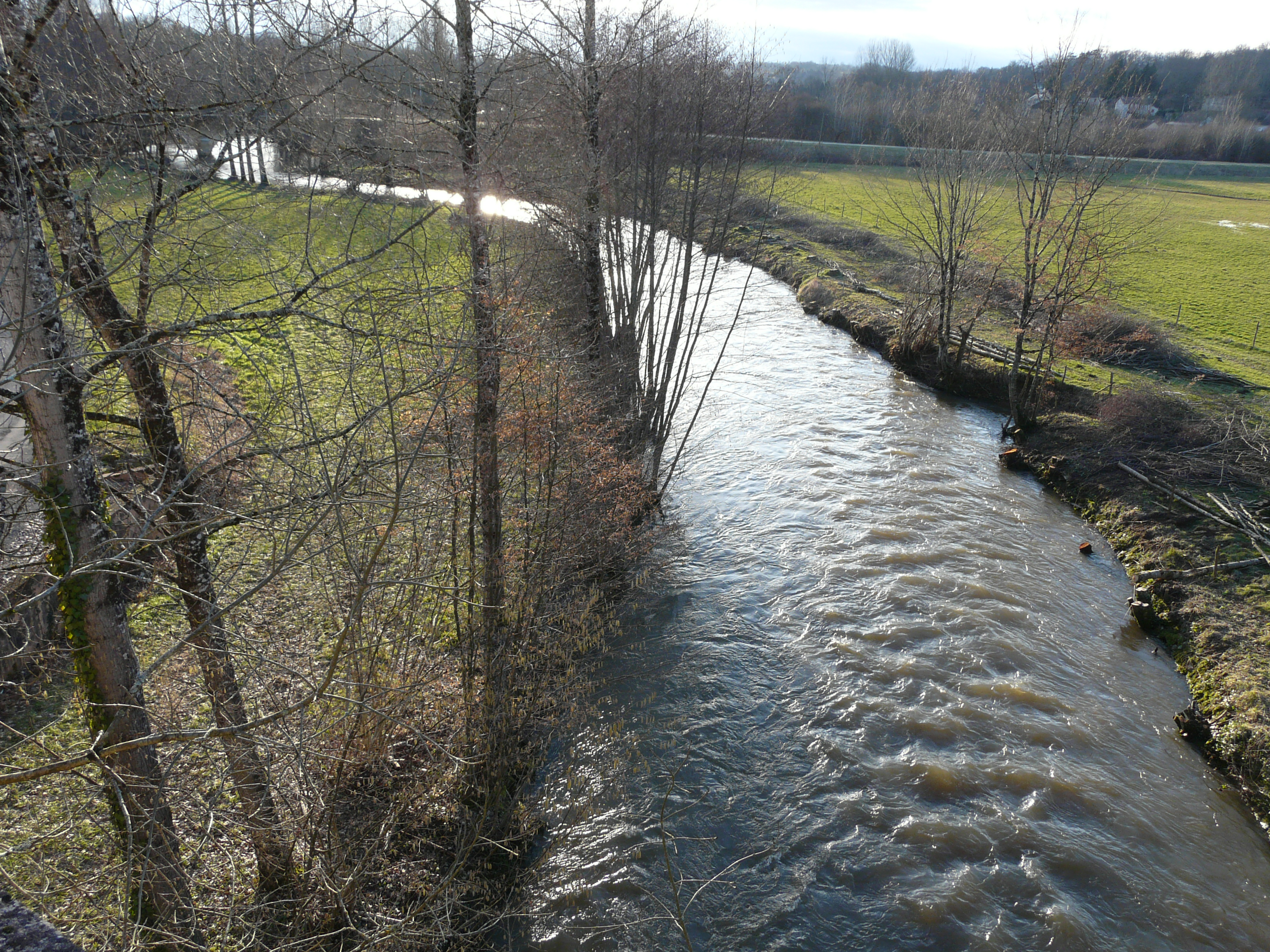
La Loue au pont de l'ancienne voie ferrée.
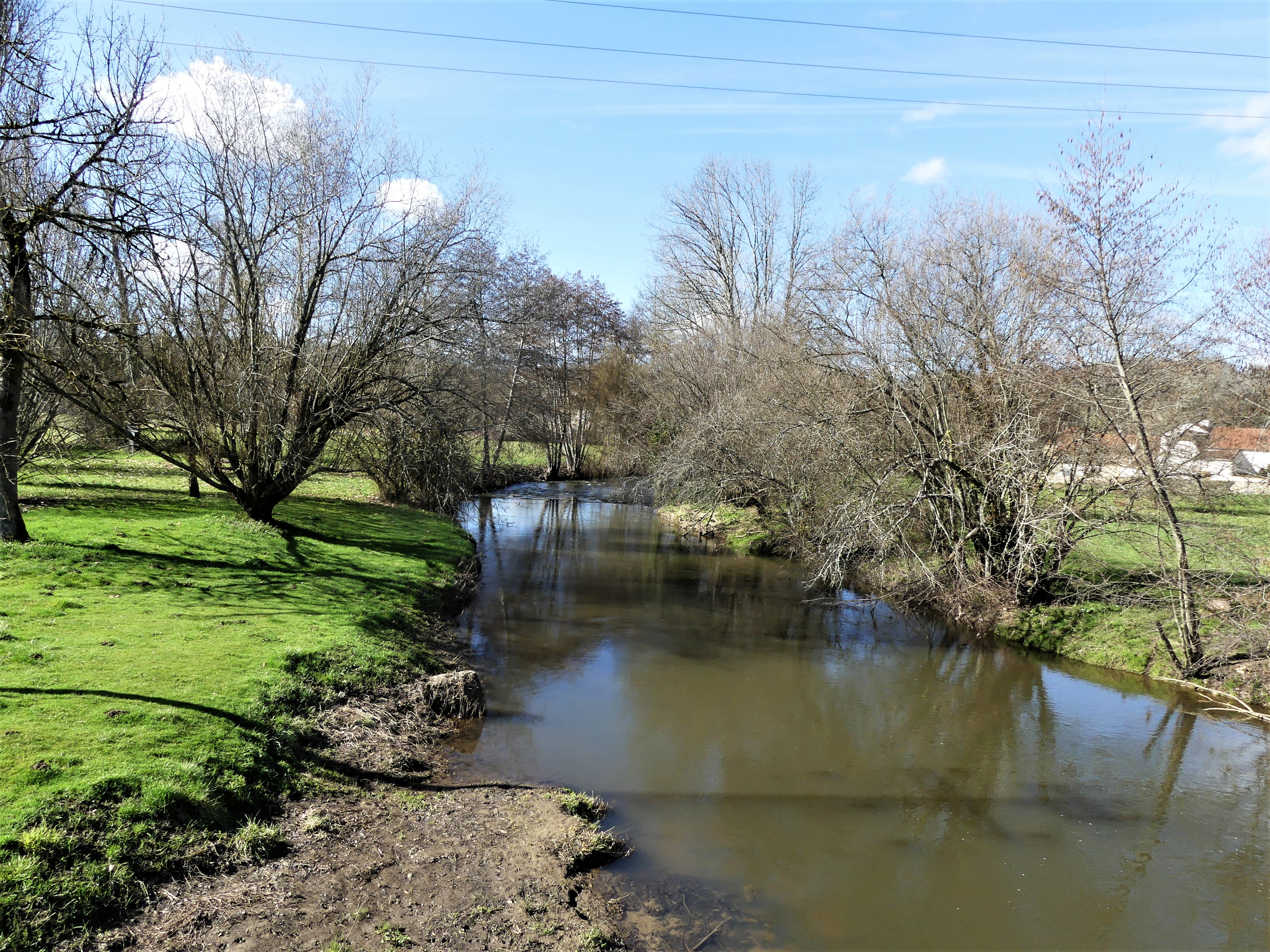
La Loue au sud du bourg.
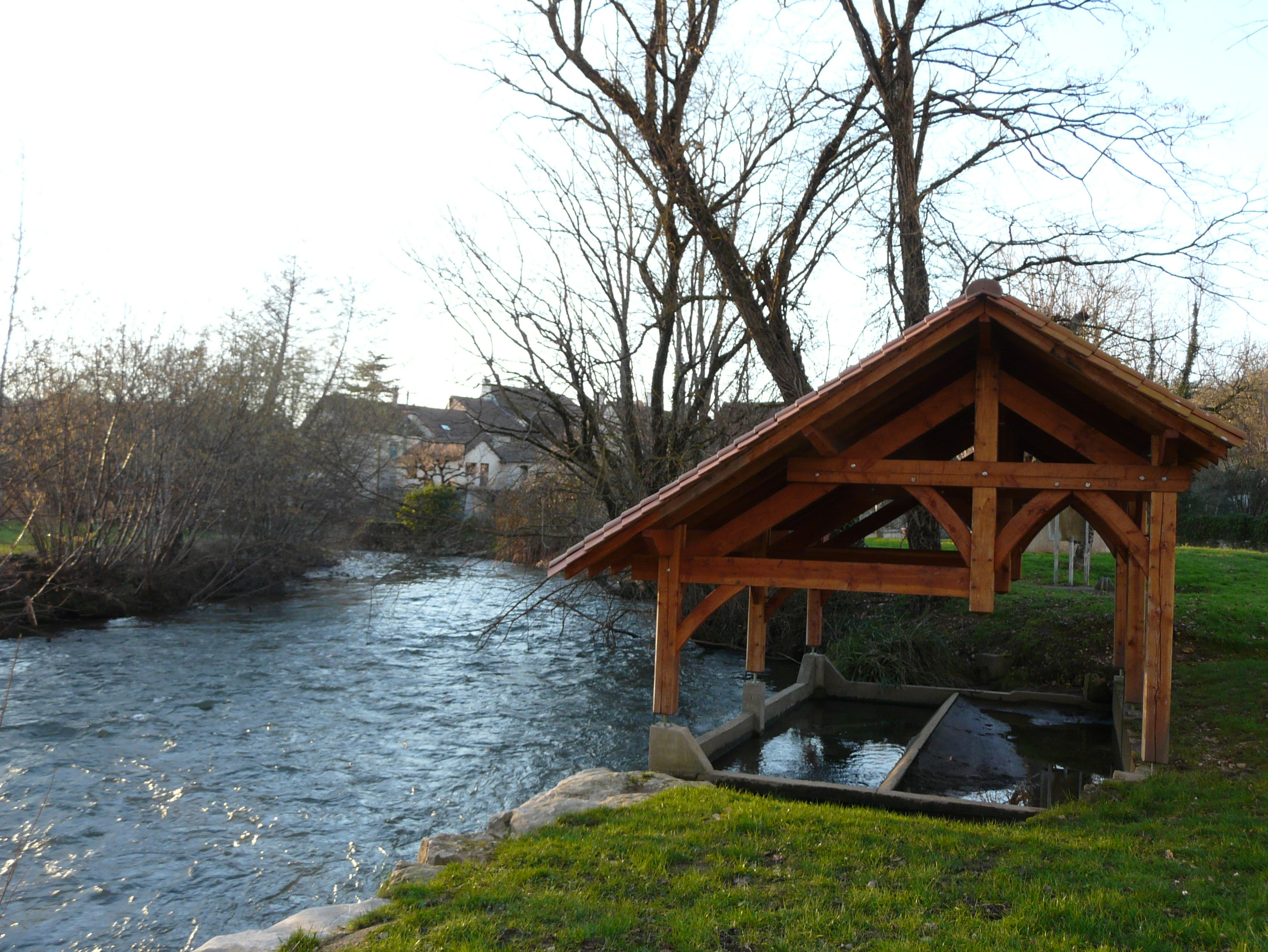
Lavoir sur la Loue.
Réseaux hydrographique et routier de Saint-Martial-d'Albarède.

#### Gestion et qualité des eaux
Le territoire communal est couvert par le schéma d'aménagement et de gestion des eaux (SAGE) « Isle - Dronne ». Ce document de planification, dont le territoire regroupe les bassins versants de l'Isle et de la Dronne, d'une superficie de 7 500 km2, a été approuvé le 2 août 2021. La structure porteuse de l'élaboration et de la mise en œuvre est l'établissement public territorial de bassin de la Dordogne (EPIDOR). Il définit sur son territoire les objectifs généraux d’utilisation, de mise en valeur et de protection quantitative et qualitative des ressources en eau superficielle et souterraine, en respect des objectifs de qualité définis dans le troisième SDAGE  du Bassin Adour-Garonne qui couvre la période 2022-2027, approuvé le 10 mars 2022.
La qualité des eaux de baignade et des cours d’eau peut être consultée sur un site dédié géré par les agences de l’eau et l’Agence française pour la biodiversité.

### Climat
Pour des articles plus généraux, voir Climat de la Nouvelle-Aquitaine et Climat de la Dordogne.
Historiquement, la commune est exposée à un climat océanique aquitain.  
En 2020, Météo-France publie une typologie des climats de la France métropolitaine dans laquelle la commune est exposée à un climat océanique altéré et est dans la région climatique  Ouest et nord-ouest du Massif Central, caractérisée par une pluviométrie annuelle de 900 à 1 500 mm, maximale en automne et en hiver.
Pour la période 1971-2000, la température annuelle moyenne est de 12,1 °C, avec  une amplitude thermique annuelle de 15,3 °C. Le cumul annuel moyen de précipitations est de 971 mm, avec 13 jours de précipitations en janvier et 7,4 jours en juillet. Pour la période 1991-2020, la température moyenne annuelle observée sur la station météorologique la plus proche, située sur la commune de Thenon à 21 km à vol d'oiseau, est de 12,9 °C et le cumul annuel moyen de précipitations est de 907,1 mm,. Pour l'avenir, les paramètres climatiques de la commune estimés pour 2050 selon différents scénarios d’émission de gaz à effet de serre sont consultables sur un site dédié publié par Météo-France en novembre 2022.

### Milieux naturels et biodiversité

#### Espaces protégés
La protection réglementaire est le mode d’intervention le plus fort pour préserver des espaces naturels remarquables et leur biodiversité associée,.
La commune fait partie du bassin de la Dordogne, un territoire d'une superficie de 24 000 km2 reconnu réserve de biosphère par l'UNESCO en juillet 2012 et se situe dans sa « zone de transition ».

#### Réseau Natura 2000
Le réseau Natura 2000 est un réseau écologique européen de sites naturels d'intérêt écologique élaboré à partir des directives habitats et oiseaux, constitué de zones spéciales de conservation (ZSC) et de zones de protection spéciale (ZPS).
Aucun site Natura 2000 n'a été défini sur la commune.

#### Zones naturelles d'intérêt écologique, faunistique et floristique

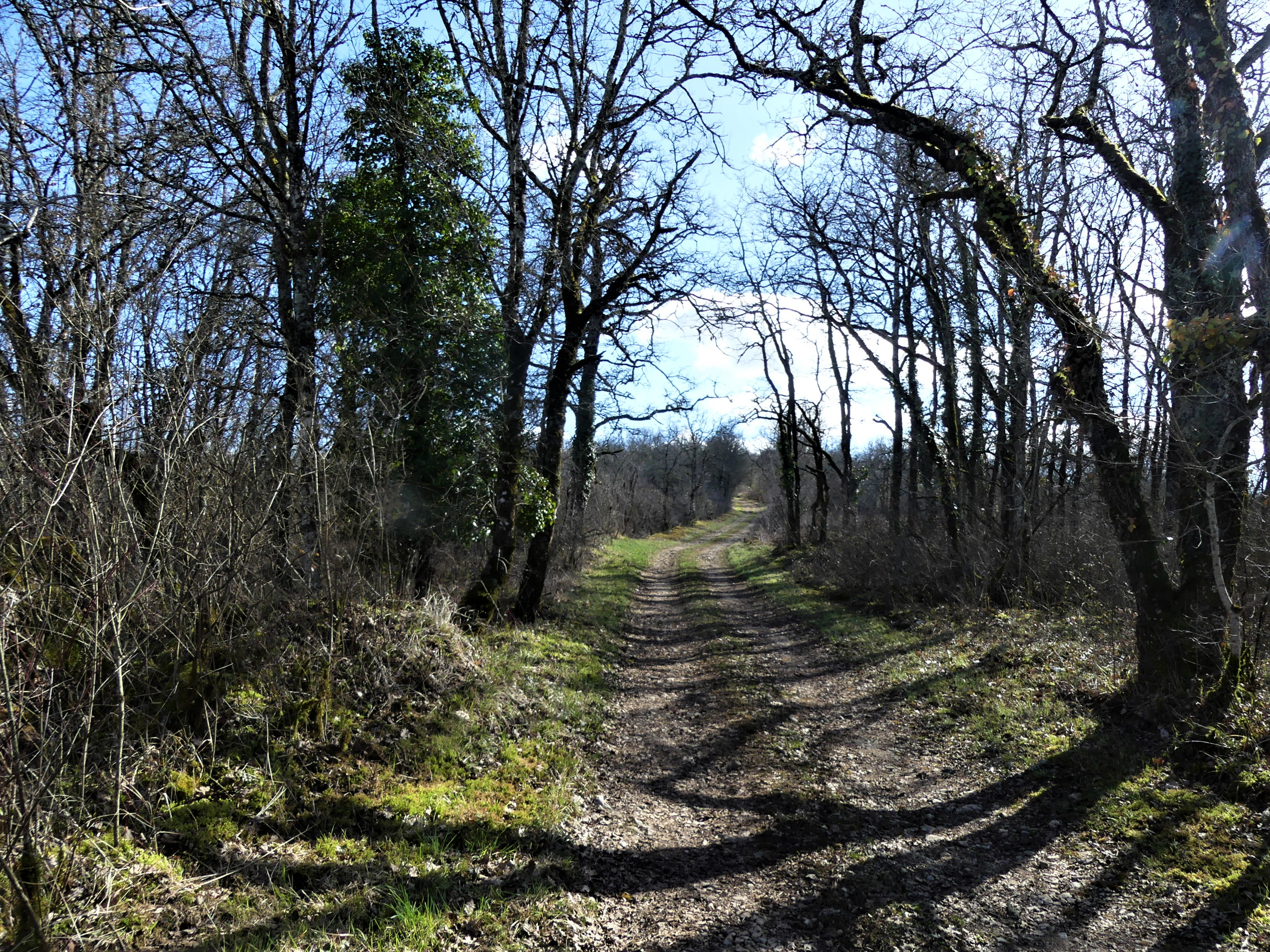
Le causse de Cubjac entre les Farges et la Gondie.

L'inventaire des zones naturelles d'intérêt écologique, faunistique et floristique (ZNIEFF) a pour objectif de réaliser une couverture des zones les plus intéressantes sur le plan écologique, essentiellement dans la perspective d’améliorer la connaissance du patrimoine naturel national et de fournir aux différents décideurs un outil d’aide à la prise en compte de l’environnement dans l’aménagement du territoire.
En 2022, aucune ZNIEFF n'est recensée sur la commune d’après l'INPN.
Cependant, une ZNIEFF de type 2, le « causse de Cubjac » concerne les coteaux en rive droite de l'Auvézère et ceux en rive gauche de l'Isle et de son affluent, la Loue, sur treize communes, depuis Escoire au sud-ouest jusqu'à Saint-Raphaël au nord-est, et notamment toute une partie sud de la commune s’étendant sur plus de 4 km2, comme le montre la carte du site. L'intérêt majeur de cette ZNIEFF réside dans la présence d'une espèce déterminante de plantes, la Spirée à feuilles de millepertuis (Spiraea hypericifolia subsp. obovata)), et une autre espèce de plantes protégée au titre de la Directive habitats de l'Union européenne, le Poirier à feuilles en cœur (Pyrus cordata).

## Urbanisme

### Typologie
Au 1er janvier 2024, Saint-Martial-d'Albarède est catégorisée commune rurale à habitat dispersé, selon la nouvelle grille communale de densité à 7 niveaux définie par l'Insee en 2022.
Elle appartient à l'unité urbaine d'Excideuil, une agglomération intra-départementale dont elle est une commune de la banlieue,. La commune est en outre hors attraction des villes,.

### Occupation des sols
L'occupation des sols de la commune, telle qu'elle ressort de la base de données européenne d’occupation biophysique des sols Corine Land Cover (CLC), est marquée par l'importance des territoires agricoles (49,6 % en 2018), en augmentation par rapport à 1990 (48,4 %). La répartition détaillée en 2018 est la suivante : 
forêts (46,9 %), zones agricoles hétérogènes (38,2 %), prairies (11,4 %), zones urbanisées (3,4 %). L'évolution de l’occupation des sols de la commune et de ses infrastructures peut être observée sur les différentes représentations cartographiques du territoire : la carte de Cassini (XVIIIe siècle), la carte d'état-major (1820-1866) et les cartes ou photos aériennes de l'IGN pour la période actuelle (1950 à aujourd'hui).

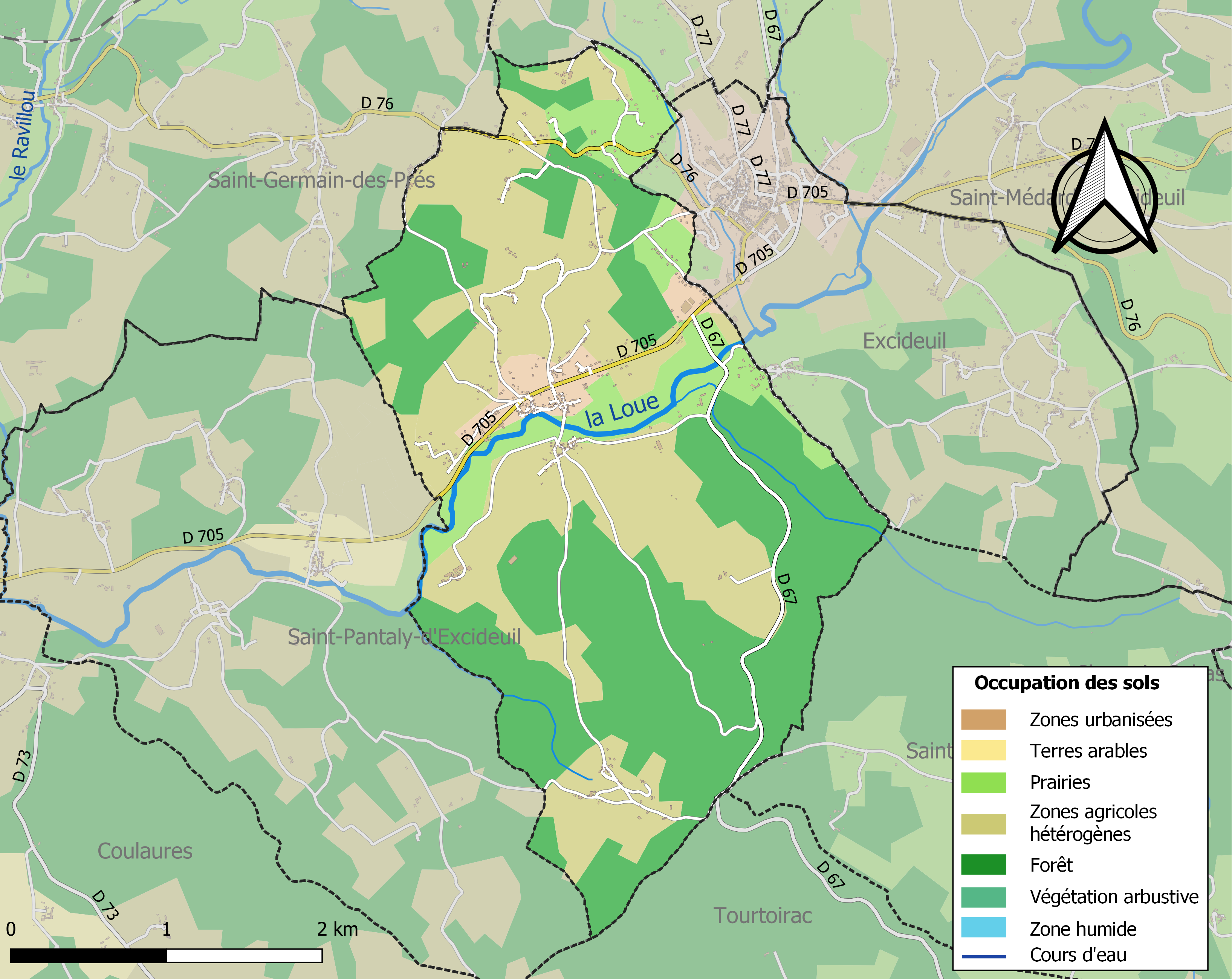
Carte des infrastructures et de l'occupation des sols de la commune en 2018 (CLC).

### Prévention des risques
Le territoire de la commune de Saint-Martial-d'Albarède est vulnérable à différents aléas naturels : météorologiques (tempête, orage, neige, grand froid, canicule ou sécheresse), inondations, feux de forêts, mouvements de terrains et séisme (sismicité très faible). Un site publié par le BRGM permet d'évaluer simplement et rapidement les risques d'un bien localisé soit par son adresse soit par le numéro de sa parcelle.
Certaines parties du territoire communal sont susceptibles d’être affectées par le risque d’inondation par débordement de cours d'eau, notamment la Loue. La commune a été reconnue en état de catastrophe naturelle au titre des dommages causés par les inondations et coulées de boue survenues en 1982, 1993, 1999, 2007 et 2008,.
Saint-Martial-d'Albarède est exposée au risque de feu de forêt. L’arrêté préfectoral du 14 mars 2013 fixe les conditions de pratique des incinérations et de brûlage dans un objectif de réduire le risque de départs d’incendie. À ce titre, des périodes sont déterminées : interdiction totale du 15 février au 15 mai et du 15 juin au 15 octobre, utilisation réglementée du 16 mai au 14 juin et du 16 octobre au 14 février. En septembre 2020, un plan inter-départemental de protection des forêts contre les incendies (PidPFCI) a été adopté pour la période 2019-2029,.

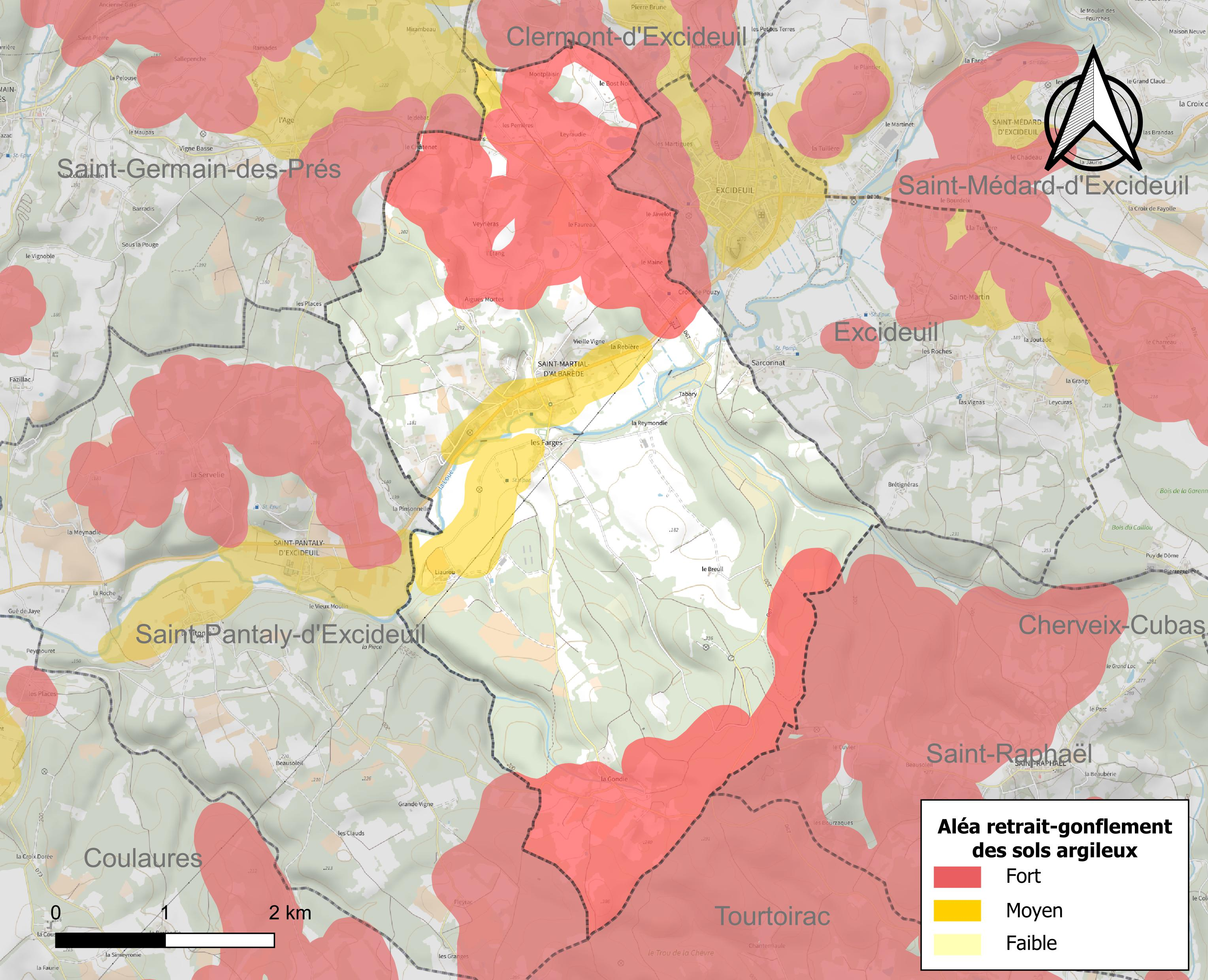
Carte des zones d'aléa retrait-gonflement des sols argileux de Saint-Martial-d'Albarède.

Les mouvements de terrains susceptibles de se produire sur la commune sont des tassements différentiels. Le retrait-gonflement des sols argileux est susceptible d'engendrer des dommages importants aux bâtiments en cas d’alternance de périodes de sécheresse et de pluie. 39,9 % de la superficie communale est en aléa moyen ou fort (58,6 % au niveau départemental et 48,5 % au niveau national métropolitain). Depuis le 1er octobre 2020, en application de la loi ÉLAN, différentes contraintes s'imposent aux vendeurs, maîtres d'ouvrages ou constructeurs de biens situés dans une zone classée en aléa moyen ou fort,.
La commune a été reconnue en état de catastrophe naturelle au titre des dommages causés par la sécheresse en 1989, 1992, 1995 et 2011 et par des mouvements de terrain en 1999.

## Toponymie

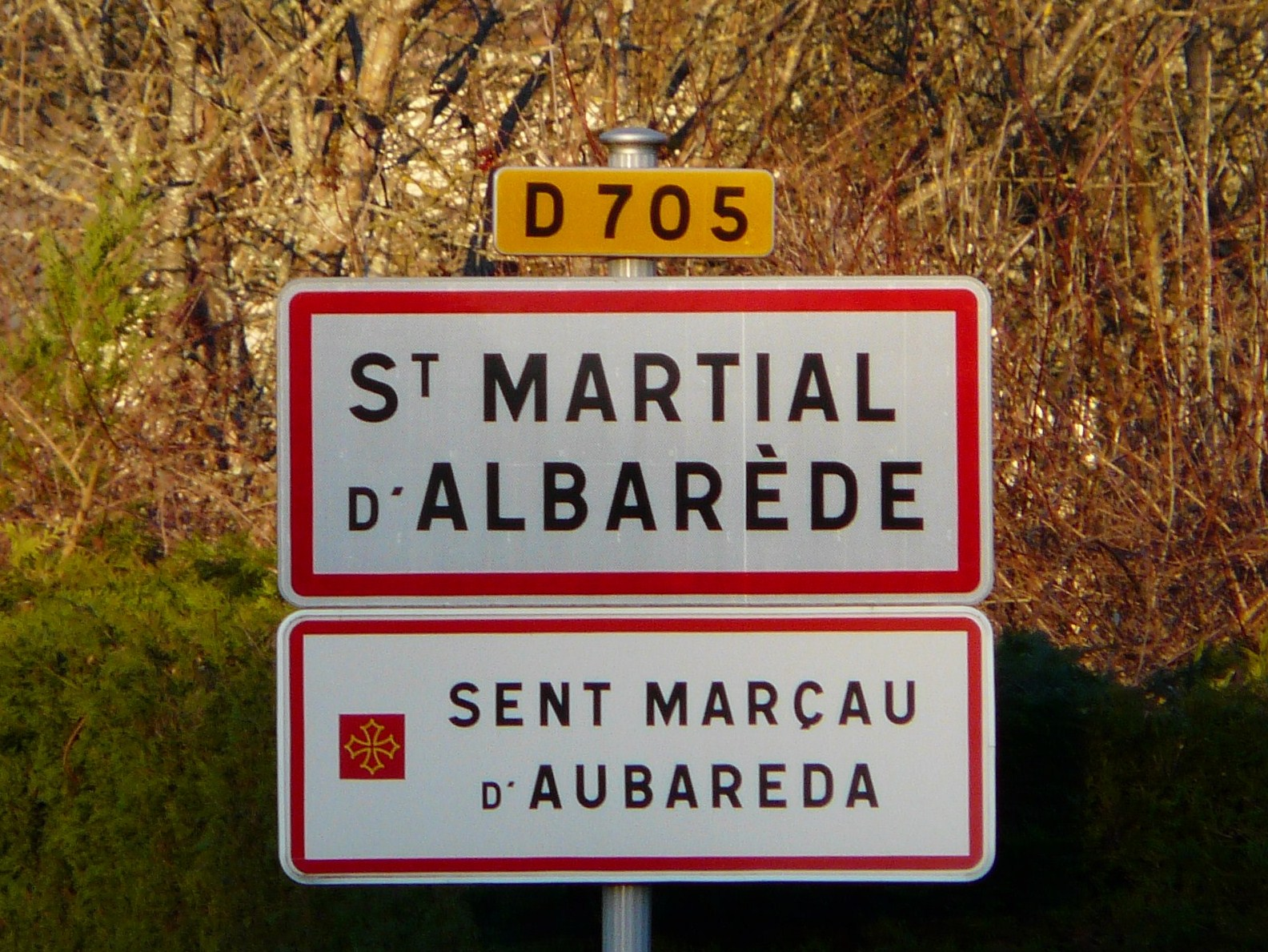
Panneau d'entrée dans le bourg.

La première mention écrite connue du lieu date de 1157 et se réfère à son église (Ecclesia Sancti Martialis quae juxta Castrum Exidolii : « église Saint Martial qui jouxte le château d'Excideuil ») notée dans le cartulaire d'Uzerche. Au siècle suivant apparait Sancti Martialis de Exidolio. La francisation du nom « Saint Martial » apparaît en 1382 et le nom actuel « Saint Martial d'Albarede » en 1732.
Le nom de la commune fait référence à saint Martial, évêque de Limoges au IIIe siècle. La deuxième partie du nom provient de l'occitan albareda signifiant saulaie, lui-même dérivé du latin populaire °albarus correspondant au saule blanc et au peuplier blanc.
En occitan, la commune se nomme Sent Marçau d'Aubareda.

## Histoire

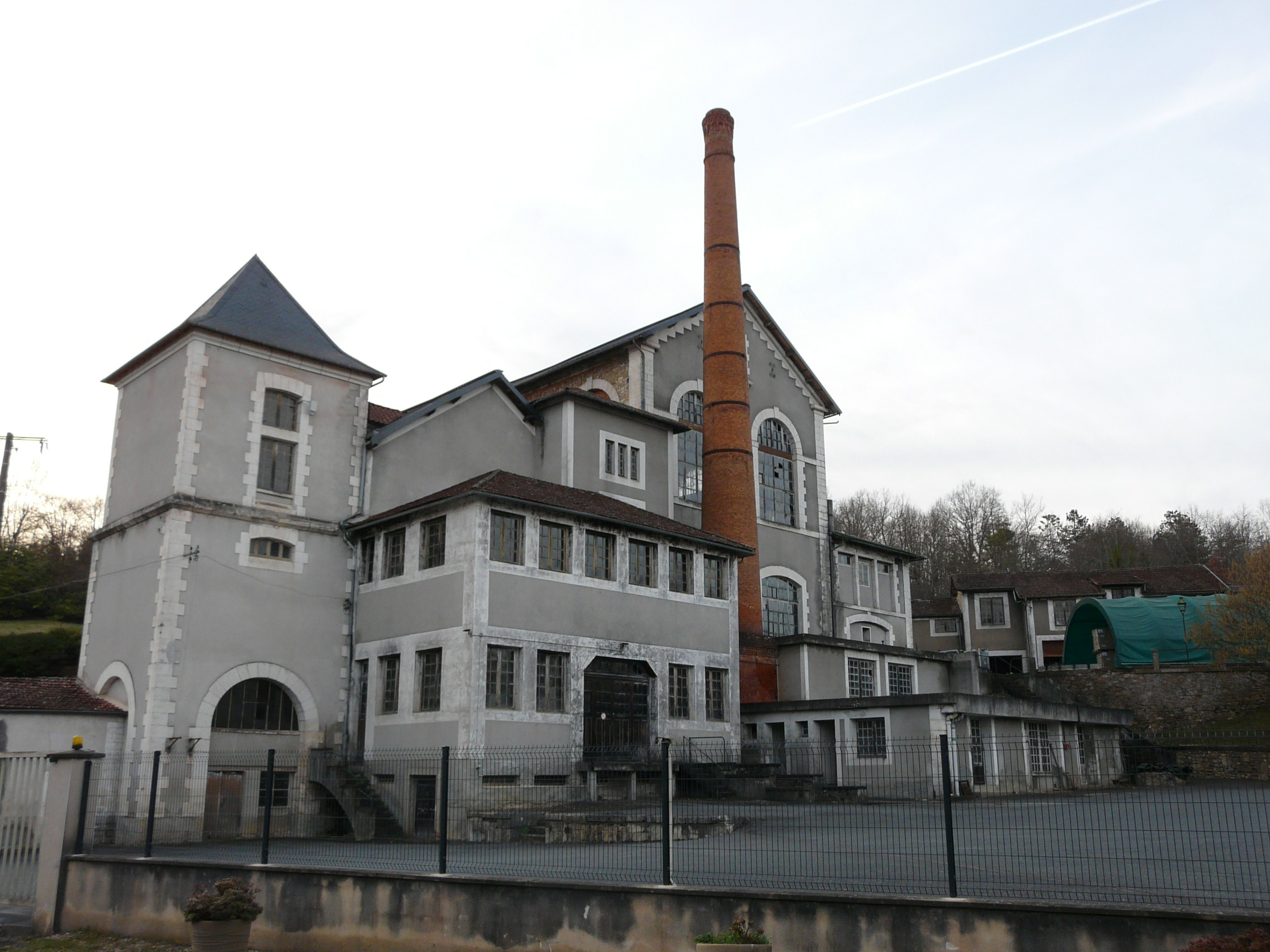
Le site de l'ancienne brasserie Gangloff.

Le lieu est le site d'un ancien prieuré de l’abbaye Saint-Martial de Limoges. Amblard, abbé de Saint-Martial de Limoges, acquit d'Adhémar III, vicomte de Limoges, aux environs d'Excideuil, une terre qu'il fit planter en vigne et où il fit bâtir une habitation avec une chapelle (1115-1143). En 1157, à la requête de Pierre du Barry, abbé de Saint-Augustin-lès-Limoges, l'évêque de Périgueux, Raymond III de Mareuil (1149-1178) donna à l’abbé Pierre II de Pithiviers et au couvent de Saint-Martial-de Limoges l'église de Saint Martial près du château d'Excideuil. Le toponyme de Layrache a parfois été associé à ce prieuré.
La paroisse faisait partie de la châtellenie d’Excideuil qui appartenait elle-même aux vicomtes de Limoges. Après l'érection de la terre d'Excideuil en marquisat en 1613, Saint-Martial-d'Albarède releva de la mouvance du comte de Périgord, marquis d'Excideuil.
Le château d’Excideuil fit entièrement partie de la commune depuis la Révolution jusqu’en 1863, date de l’agrandissement d'Excideuil (88 hectares) par distraction territoriale sur les communes de Clermont-d'Excideuil, de Saint-Martial-d'Albarède, et de Saint-Médard-d'Excideuil.
Saint-Martial-d’Albarède est connue pour son archéologie industrielle. Le gîte minier du Faureau a été un des principaux centres d’extraction du minerai de fer de la région d’Excideuil. En 1855, la brasserie Gangloff est implantée dans la commune et des fours à chaux y sont construits en 1928. Fonctionnant jusqu'en 1958, ils permettaient la transformation de pierre à chaux en chaux vive qui était expédiée jusqu'à Allassac en Corrèze. Leur classement au titre de l'archéologie industrielle les a préservés de la destruction.
En 1943, un groupe du groupement 28 des Chantiers de la jeunesse française s'est implanté sur le domaine de l'ancien château de Veyrieras.

## Politique et administration

### Rattachements administratifs et électoraux
La commune de Saint-Martial-d'Albarède a, dès 1790, été rattachée au canton d'Excideuil qui dépendait du district d'Excideuil jusqu'en 1795, date de suppression des districts. En 1801, le canton d'Excideuil est rattaché à l'arrondissement de Périgueux.
Dans le cadre de la réforme de 2014 définie par le décret du 21 février 2014, le canton d'Excideuil disparaît aux élections départementales de mars 2015. La commune est alors rattachée électoralement au canton d'Isle-Loue-Auvézère.
En 2017, Saint-Martial-d'Albarède est rattachée à l'arrondissement de Nontron,.

### Intercommunalité
En 2009, Saint-Martial-d'Albarède rejoint la communauté de communes Causses et Rivières en Périgord. Celle-ci est dissoute le 1er janvier 2017 et ses communes — hormis Savignac-les-Églises qui rejoint Le Grand Périgueux — sont rattachées à la communauté de communes du Pays de Lanouaille qui la même année prend le nom de communauté de communes Isle-Loue-Auvézère en Périgord.

### Administration municipale
La population de la commune étant comprise entre 100 et 499 habitants au recensement de 2017, onze conseillers municipaux ont été élus en 2020,.

### Liste des maires

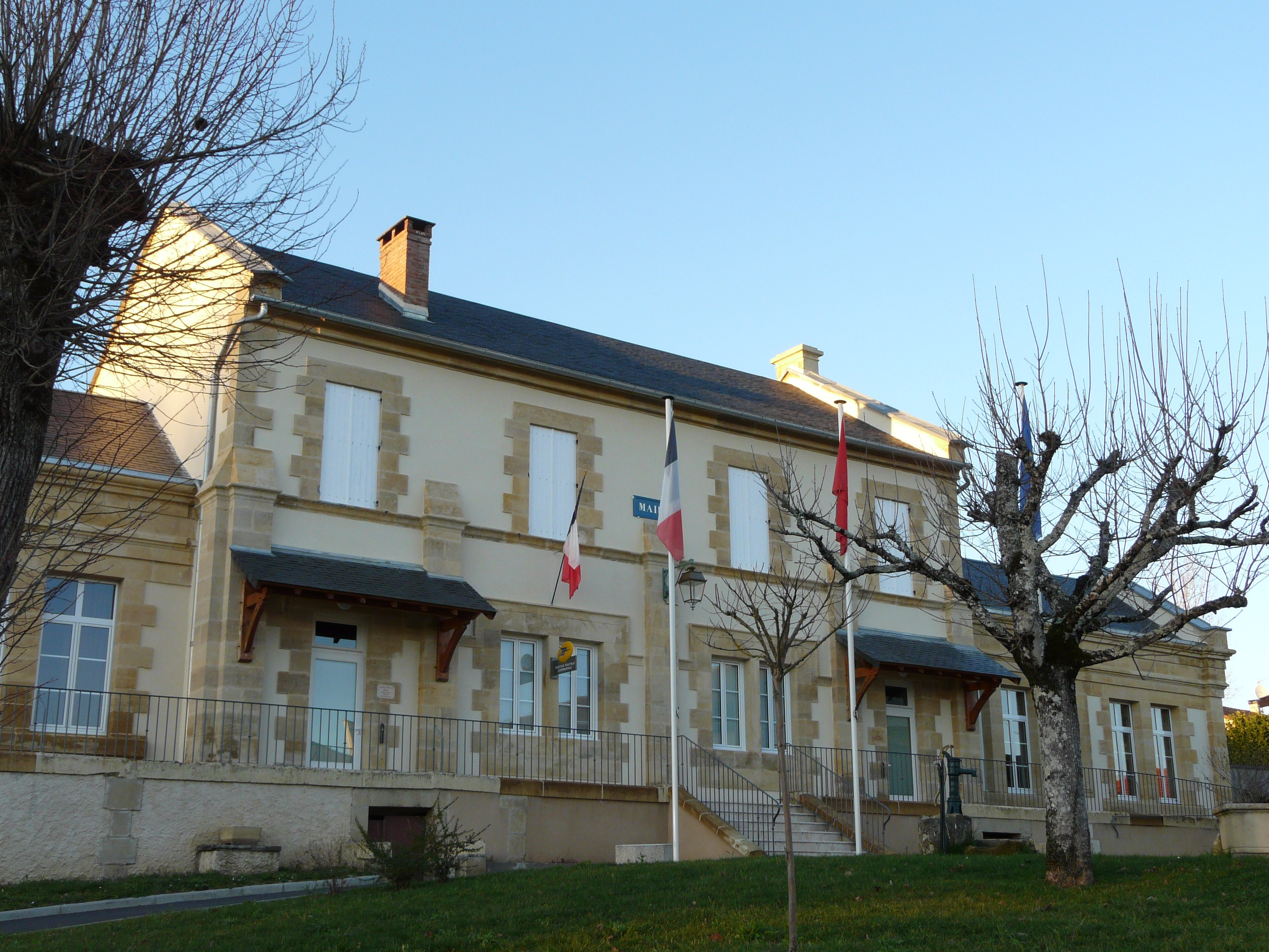
La mairie.

| Période                                  | Période           | Identité                         | Étiquette | Qualité                                              |
| ---------------------------------------- | ----------------- | -------------------------------- | --------- | ---------------------------------------------------- |
| Les données manquantes sont à compléter. |                   |                                  |           |                                                      |
| 12 nivôse an I                           | 6 pluviôse an IV  | Mignot                           |           |                                                      |
| 6 pluviôse an IV                         | 2 germinal an VII | M. Rey                           |           |                                                      |
| 13 prairial an VIII                      | frimaire an XIII  | David Guillaume                  |           |                                                      |
| ventôse an XIII                          | septembre 1821    | Pierre Guilhen-Puylagarde        |           |                                                      |
| septembre 1831                           | décembre 1831     | Pierre-Maurice Pichon-Vendeuil   |           |                                                      |
| 1er janvier 1832                         | 4 novembre 1844   | Jean David aîné                  |           |                                                      |
| 5 novembre 1844                          | 27 octobre 1846   | Cyprien Pouquet                  |           |                                                      |
| 28 octobre 1846                          | 5 juillet 1848    | Élie Lestang                     |           |                                                      |
| 6 juillet 1848                           | 8 octobre 1848    | Jean Flamen                      |           |                                                      |
| 9 octobre 1848                           | 14 septembre 1851 | Cyprien Pouquet                  |           |                                                      |
| 15 septembre 1851                        | 6 mars 1852       | Mignot                           |           |                                                      |
| 7 mars 1852                              | 17 juillet 1852   | Élie Lestang                     |           |                                                      |
| 18 juillet 1852                          | octobre 1860      | Jean Rabaud                      |           |                                                      |
| octobre 1860                             | 17 septembre 1870 | Geoffroy Couvrat-Desvergnes aîné |           |                                                      |
| 18 septembre 1870                        | 20 octobre 1870   | Sicaire-Cyprien Pouquet          |           |                                                      |
| 21 octobre 1870                          | mai 1871          | Jean-Baptiste Rabaud             |           |                                                      |
| mai 1871                                 | 2 mai 1874        | Geoffroy Couvrat-Desvergnes      |           |                                                      |
| 3 mai 1874                               | 24 février 1878   | Jean-Baptiste Rabaud             |           |                                                      |
| 25 février 1878                          | 19 mai 1935       | Émile Pichon-Vendeuil            | RG        | Conseiller général du canton d'Excideuil (1891-1925) |
| 20 mai 1935                              | 16 octobre 1940   | Léopold Sennelier                |           |                                                      |
| 17 février 1940                          | 19 janvier 1942   | Bardet                           |           | Adjoint faisant fonctions de maire                   |
| 20 janvier 1942                          | 6 juin 1944       | Léon Chatain                     |           |                                                      |
| 10 juin 1944                             | 10 octobre 1944   | Jean Guilhem                     |           | faisant fonctions de maire                           |
| 11 octobre 1944                          | 31 octobre 1947   | Armand Vacher                    |           |                                                      |
| 1er novembre 1947                        | 8 mai 1975        | Pierre Nicolas                   |           |                                                      |
| juin 1975                                | février 1984      | Charles Pagnon                   | PCF       | Conseiller général du canton d'Excideuil (1970-1984) |
| février 1984                             | mars 2008         | Jean Andrieux                    | PCF       |                                                      |
| mars 2008                                | mai 2020          | Michel Dupuy                     | SE        | Retraité EDF                                         |
| mai 2020                                 | En cours          | Francis Cipierre                 |           |                                                      |

### Politique environnementale
Dans son palmarès 2024, le Conseil national de villes et villages fleuris de France a attribué une fleur à la commune.

## Équipements et services publics

### Eau
En 2024, la commune dépend du Syndicat intercommunal d'alimentation en eau potable (SIAEP) du Nord Est Périgord.

### Justice
En 2023, dans le domaine judiciaire, Saint-Martial-d'Albarède relève : 
- du tribunal judiciaire, du tribunal pour enfants, du conseil de prud'hommes et du tribunal de commerce de Périgueux ;
- du pôle Nationalité du tribunal judiciaire de Périgueux (compétent uniquement dans le domaine de la nationalité) ;
- de la cour d'appel, du tribunal administratif et de la  cour administrative d'appel de Bordeaux.

## Population et société

### Démographie
Les habitants de Saint-Martial-d'Albarède sont les Albarédiens.
L'évolution du nombre d'habitants est connue à travers les recensements de la population effectués dans la commune depuis 1793. Pour les communes de moins de 10 000 habitants, une enquête de recensement portant sur toute la population est réalisée tous les cinq ans, les populations de référence des années intermédiaires étant quant à elles estimées par interpolation ou extrapolation. Pour la commune, le premier recensement exhaustif entrant dans le cadre du nouveau dispositif a été réalisé en 2005.

En 2022, la commune comptait 485 habitants, en évolution de +3,41 % par rapport à 2016 (Dordogne : +0,37 %, France hors Mayotte : +2,11 %).
| 1793 | 1800 | 1806 | 1821 | 1831 | 1836 | 1841 | 1846 | 1851 |
| ---- | ---- | ---- | ---- | ---- | ---- | ---- | ---- | ---- |
| 741  | 654  | 663  | 620  | 763  | 771  | 718  | 795  | 844  |

| 1856 | 1861 | 1866 | 1872 | 1876 | 1881 | 1886 | 1891 | 1896 |
| ---- | ---- | ---- | ---- | ---- | ---- | ---- | ---- | ---- |
| 789  | 725  | 714  | 704  | 676  | 710  | 734  | 707  | 635  |

| 1901 | 1906 | 1911 | 1921 | 1926 | 1931 | 1936 | 1946 | 1954 |
| ---- | ---- | ---- | ---- | ---- | ---- | ---- | ---- | ---- |
| 615  | 588  | 560  | 476  | 476  | 437  | 463  | 449  | 467  |

| 1962 | 1968 | 1975 | 1982 | 1990 | 1999 | 2005 | 2006 | 2010 |
| ---- | ---- | ---- | ---- | ---- | ---- | ---- | ---- | ---- |
| 447  | 420  | 368  | 377  | 394  | 403  | 438  | 448  | 485  |

| 2015 | 2020 | 2022 | - | - | - | - | - | - |
| ---- | ---- | ---- | - | - | - | - | - | - |
| 475  | 479  | 485  | - | - | - | - | - | - |

## Économie

### Emploi
En 2015, parmi la population communale comprise entre 15 et 64 ans, les actifs représentent 174 personnes, soit 36,6 % de la population municipale. Le nombre de chômeurs (quatorze) a augmenté par rapport à 2010 (neuf) et le taux de chômage de cette population active s'établit à 8,0 %.

### Établissements
Au 31 décembre 2015, la commune compte trente-six établissements, dont dix-sept au niveau des commerces, transports ou services, sept dans la construction, cinq dans l'agriculture, la sylviculture ou la pêche, quatre relatifs au secteur administratif, à l'enseignement, à la santé ou à l'action sociale, et trois dans l'industrie.

## Culture locale et patrimoine

### Lieux et monuments
- Église romane Saint-Martial mentionnée en 1157[50] dans le cartulaire d'Uzerche (Ecclesia Sancti Martialis quae juxta Castrum Exidolii)[51] avec fresques (XVIIIe siècle)[réf. nécessaire]. Sa cloche en bronze datée de 1726 est classée au titre des monuments historiques depuis 1991[77].
- Ruine du château de Veyrieras (famille Lestrade de la Cousse).
- Pavillon de chasse de la Reymondie (début XXe siècle)  construit par Jules Secrestat puis occupé par Roger de Puiffe de Magondeaux (1883-1964).
- Brasserie Gangloff créée par Jean Gangloff en 1855[50] (devenue Anciens établissements Durban).
- Fours à chaux datant de 1928[50].
- Chapelle de Liaurou édifiée vers 1885 par la famille Pouquet pour Mgr Charles Gay (1815-1892), évêque d'Anthédon.

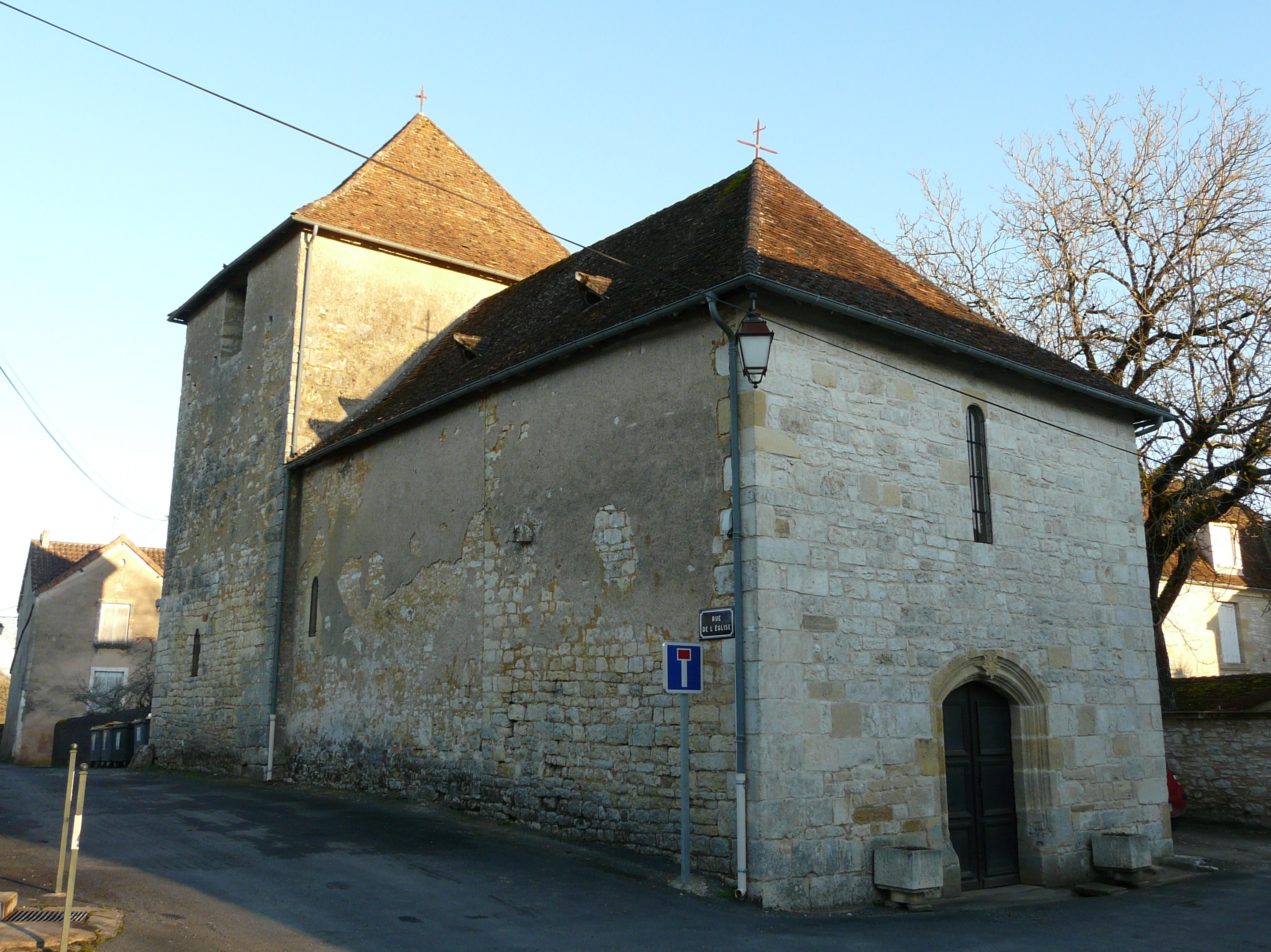
L'église Saint-Martial.
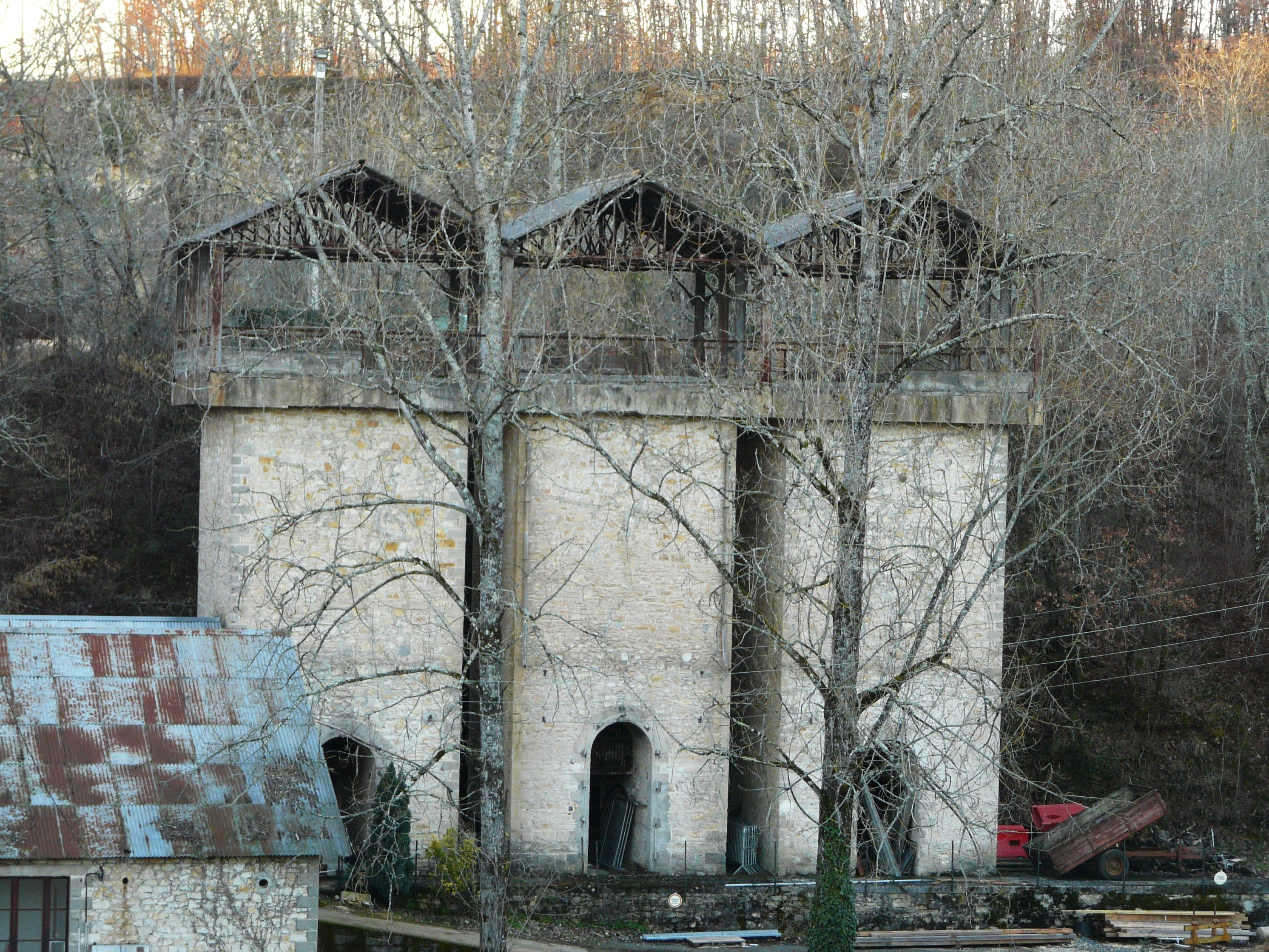
Les fours à chaux.

### Personnalités liées à la commune
- Ernest Barthez, ou Ernest Barthez de Marmorières (1811-1891), médecin du prince impérial[78], qui résida à Liaurou[réf. nécessaire].
- Yrieix de Guilhem (1709-1759), fut capitoul de Toulouse[79] en 1754[réf. nécessaire].
- Louise Martial (1881-1971), écrivain social et propagandiste des droits de la femme[réf. nécessaire].
- Jules Parrot (1829-1883), médecin, auteur d'ouvrages sur la médecine, était propriétaire du château de la Reymondie[80].
- Jean Pignon (1893-1989), historien de la Tunisie[réf. nécessaire].

### Héraldique
| Blason de Saint-Martial-d'Albarède | Blason  | De gueules à trois peupliers de sinople rangés en fasce sur une terrasse du même, à l'évêque saint Martial de carnation, habillé et crossé d'argent, le manteau et la mitre de pourpre, brochant sur le tout ; au chef d'or chargé de trois mouchetures d'hermine de sable. |
| Blason de Saint-Martial-d'Albarède | Détails | Statut officiel, blason présent sur le site de la commune. |

## Pour approfondir